# Günter Grimm
Pour les articles homonymes, voir Grimm.
Günter Grimm (né le 18 mai 1940 ; mort le 17 septembre 2010 à Gusterath) est un égyptologue et archéologue classique allemand.

## Biographie
Grimm a obtenu son doctorat en 1969 à l'université de Francfort avec une thèse sur les « masques de momies romaines d'Égypte ».
De 1970 à 1974, il a été chargé de mission au département du Caire de l'Institut archéologique allemand.
De 1975 à sa retraite en 2008, il a été professeur d'archéologie classique à l'université de Trèves. Les principaux domaines de recherche de Grimm étaient l'Égypte gréco-romaine, en particulier la ville d'Alexandrie.
Il a fondé à Trèves - avec l'historien de l'Antiquité Heinz Heinen et l'égyptologue Erich Winter - le centre de recherche « Égypte gréco-romaine ».

## Publications
- Die Zeugnisse ägyptischer Religion und Kunstelemente im römischen Deutschland (Les témoignages de la religion et des éléments artistiques égyptiens dans l'Allemagne romaine), Brill, Leiden, 1969.
- Die römischen Mumienmasken aus Ägypten (Les masques de momies romaines d'Egypte), Steiner, Wiesbaden, 1974,  (ISBN 3-515-01828-X).
- Kunst der Ptolemäer- und Römerzeit im Ägyptischen Museum Kairo (L'art des époques ptolémaïque et romaine au Musée égyptien du Caire), Zabern, Mainz, 1975.
- « Tuna el-Gebel 1913–1973. Eine Grabung des deutschen Architekten W. Honroth und neuere Untersuchungen in Hermopolis-West (Tanis Superior) » (Tuna el-Gebel 1913-1973. Une fouille de l'architecte allemand W. Honroth et des recherches récentes à Hermopolis-Ouest (Tanis Supérieur)), dans : Mitteilungen des Deutschen Archäologischen Instituts, Kairo, 31 (1975), p. 221–236.
- Alexandria. Die erste Königsstadt der hellenistischen Welt. Bilder aus der Nilmetropole von Alexander dem Großen bis Kleopatra VII (Alexandrie. La première ville royale du monde hellénistique. Images de la métropole du Nil d'Alexandre le Grand à Cléopâtre VII), Zabern, Mainz, 1998,  (ISBN 3-8053-2328-X).
- Von der Liebe zur Antiken Welt. Kleine Schriften (De l'amour du monde antique. Petits écrits), Zabern, Mainz, 2005,  (ISBN 3-8053-3556-3).
- Heroen. Götter. Scharlatane – Heilserwartungen und Heilsbringer der Antike (Les héros. Les dieux. Charlatans - Attentes et messagers du salut dans l'Antiquité), Zabern, Mainz, 2008,  (ISBN 978-3-8053-3836-3).